# Laura Charlotte Tietgen
Laura Charlotte Tietgen, født Jørgensen (16. november 1835 på herregården Tiselholt på Sydøstfyn – 31. august 1917), var gift med C.F. Tietgen fra 1855 til dennes død i 1901. Hun var søster til Vilhelm Jørgensen.
I 1903 var hun med til at finansiere Gadevang Kirke ved Hillerød ved bl.a. at skænke en del af sin ejendom Strødam til opførelsen af kirken.

## Ekstern kilde/henvisning
- Geheimekonferentsraad Carl Frederik Tietgen Arkiveret 10. marts 2007 hos  Wayback Machine på forlaget Din Bog
- Fyn Historie
- Det moderne gennembrud Arkiveret 26. marts 2006 hos  Wayback Machine